# Parque estatal de los Tres Picos

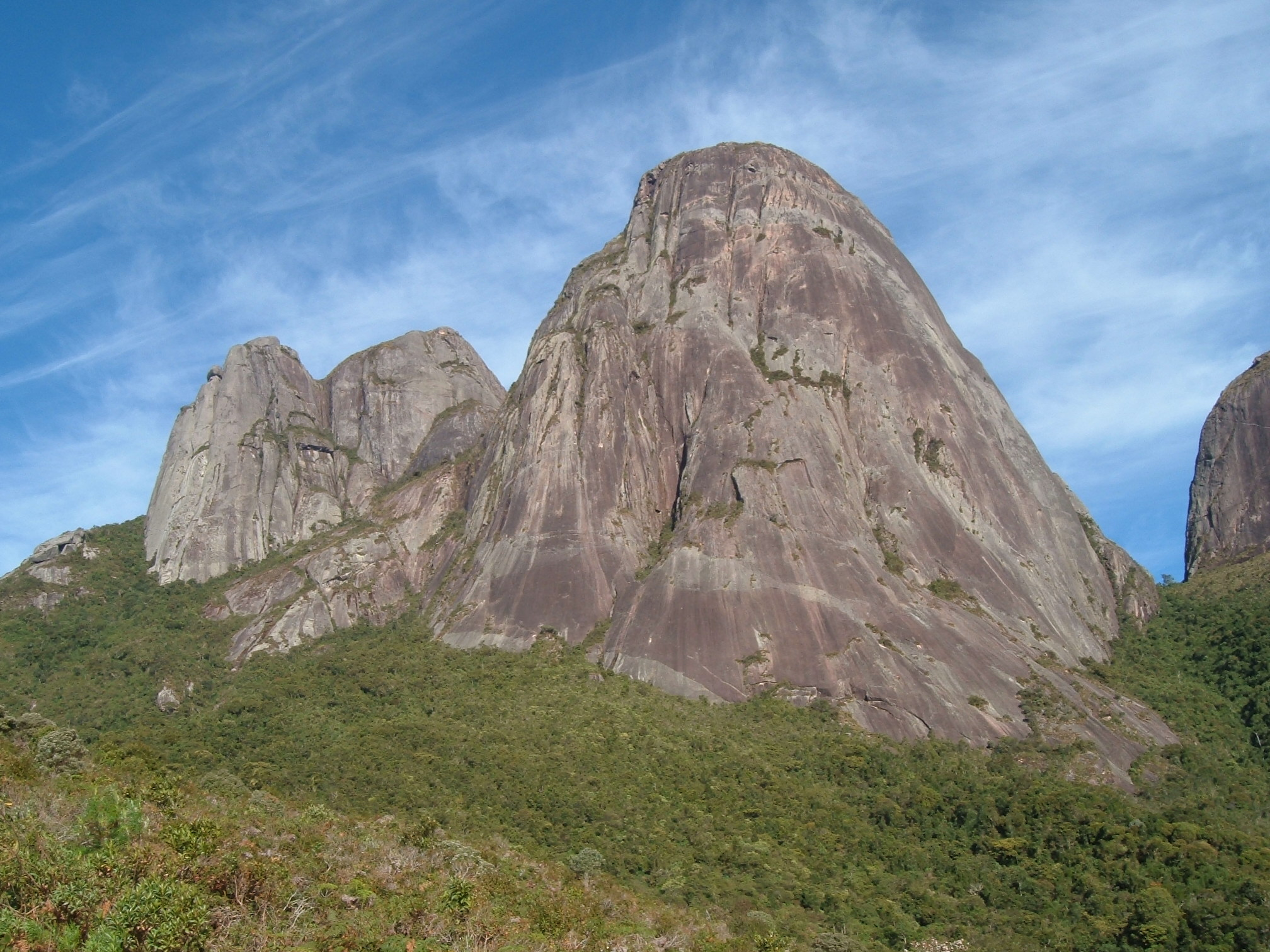
Tres Picos de Friburgo.

El Parque Estatal de los Tres Picos (en portugués Parque Estadual dos Três Picos) se localiza al centro-norte del Estado de Río de Janeiro en Brasil.
Su nombre se debe a los tres picos de Friburgo que es un conjunto de montañas graníticas que se elevan hasta 2.316 metros sobre el nivel del mar, es el punto culminante de toda la Serra do Mar.
Tiene un área aproximada de unas 46.350 hectáreas, lo que lo hace el mayor parque estatal de  Río de Janeiro, ocupa parte de los municipios de Teresópolis, Nova Friburgo, Guapimirim, Silva Jardim y Cachoeiras de Macacu, en este último se encuentran cerca de 2/3 de su área.
El clima del parque varía de tropical Af (en la escala de Koppen) en las partes más bajas en las cachoeiras de Macacu al mesotérmico suave Cfb en las áreas que se encuentran sobre los 1200 m s. n. m., con veranos suaves (media simple del mes de febrero entre 15 °C y 18 °C) e inviernos fríos (media simple del mes de julio por debajo de los 10 °C).